# Chinese Restaurant
| Recensione | Giudizio       |
| ---------- | -------------- |
| OndaRock   | Pietra miliare |

Chinese Restaurant è il primo album in studio del duo musicale italiano Chrisma, pubblicato nel 1977.

## Descrizione
Maurizio Arcieri e Christina Moser avevano pubblicato nel 1976 e nel 1977, prima dell'uscita dell'album e sempre come Chrisma, i due singoli Amore e U, entrambi per l'etichetta Polydor e anch'essi prodotti da Pathanassiou, ma di genere completamente diverso - rifacendosi infatti al "sexy sound" lanciato da Donna Summer e allora di moda - alla musica che i Chrisma iniziano a suonare da questo disco in avanti. Seppure da U non passino che pochissimi mesi, con Chinese Restaurant il duo cambia infatti completamente registro, attingendo allo spirito del punk e della new wave e proponendo sonorità avanguardistiche. Durante il soggiorno londinese, i Chrisma cominciano a interessarsi al movimento punk, finendo per venirne influenzati e coniugando queste suggestioni con quelle musicali provenienti dagli Stati Uniti e quelle elettroniche provenienti dalla Germania. Nonostante, infatti, l'immagine di copertina (uno scatto di Veronique Skavinska) sia chiaramente di influenza punk, l'ampia strumentazione elettronica utilizzata permette loro di sperimentare soluzioni musicali innovative ed elettroniche, anticipatrici della new wave elettronica di lì a venire.
Il disco è stato registrato tra luglio e novembre 1977 ai Nemo Studios di Londra e ai Phonogram Studio di Milano con la produzione di Niko Pathanassiou, che nel disco suona varia strumentazione, messa a disposizione dal fratello Vangelis, nello stile tipico del fratello, il che ne spiega la similarità del suono. Ma in realtà i Chrisma affermano che all'album partecipò anche lo stesso Vangelis, ma volendo non essere accreditato nelle note di copertina dato che ambiva a una carriera di compositore puntando a ottenere un contratto con la Deutsche Grammophon. Nell'album viene utilizzata strumentazione elettronica compreso il Polymoog suonato da Maurizio e Cristina (che suonano anche la chitarra) e un synth della Yamaha prototipo del CS30 che imita il suono del Theremin, strumento sfruttato in particolare nelle due parti della traccia Thank You, presente all'inizio e alla fine dell'album, in cui intesse la basa per una sorta di mantra narrato da Keith Spencer-Allen.
Il disco è stato stampato in vinile, in formato LP, nel 1977 in due edizioni, una per conto della Philips (con numero di catalogo 6323 059), l'altra per conto della Polydor (con numero di catalogo 2448 060, in Italia, e 2480 461, in Grecia). L'album è stato in seguito ristampato una prima volta soltanto nel 1994, in CD, sempre dalla Polydor, con numero di catalogo 523 687-2. Sempre in CD è stato ristampato successivamente nel 2007 dalla Universal, con numero di catalogo 1748796. In vinile è stato ristampato due volte dalla Medical Records LLC, nel 2010 in vinile arancione e nel 2011 in vinile nero, ma con copertina differente dall'originale. Infine è stato ristampato dalla Spittle Records in un'edizione filologica, con copertina apribile similmente alla prima stampa, nel 2014.
Sulle colonne del New Musical Express il duo fu paragonato ai Velvet Underground per il suo sperimentalismo. L'album è presente nella classifica dei 100 dischi italiani più belli di sempre secondo Rolling Stone Italia alla posizione numero 65. OndaRock lo considera una "pietra miliare".
Dall'album sono stati tratti due singoli, Lola, con sul retro l'ipnotica Black Silk Stocking, e C' Rock, pubblicati entrambi in 45 giri nello stesso 1977.

## Tracce
1. Thank You – 4:17 (Maurizio Arcieri, Nico Papathanassiou)
2. Black Silk Stocking – 2:36 (Julie Scott, Maurizio Arcieri, Nico Papathanassiou)
3. Lola – 2:51 (Julie Scott, Maurizio Arcieri)
4. C' Rock – 5:30 (Maurizio Arcieri, Nico Papathanassiou)
5. What For – 3:42 (Julie Scott, Maurizio Arcieri, Nico Papathanassiou)
6. Wanderlust – 2:18 (Julie Scott, Maurizio Arcieri, Nico Papathanassiou)
7. Lycee – 7:36 (Julie Scott, Maurizio Arcieri)
8. Mandoia – 4:25 (Maurizio Arcieri, Nico Papathanassiou)
9. Thank You – 4:17 (Maurizio Arcieri, Nico Papathanassiou)

Durata totale: 37:32

## Crediti

### Formazione
- Maurizio Arcieri - voce, sintetizzatore polymoog
- Christina Moser - voce, chitarra acustica
- Keith Spencer-Allen - voce
- Ezio Vevey - chitarra acustica, chitarra elettrica
- Gianni Durini - batteria
- Keith Spencer-Allen - programmazione
- Niko Papathanassiou - batteria, basso, sintetizzatore, tastiere, timpani, percussioni

### Tecnici
- Claudia Gobbi - copertina
- Dave Marinone - ingegneria del suono, missaggio
- Keith Spencer-Allen - ingegneria del suono
- Niko Papathanassiou - missaggio
- Veronique Skavinski - fotografia

## Strumentazione
- Polymoog
- Yamaha CS30

## Edizioni
- 1977 - Chinese Restaurant (Polydor, 2448 060, LP, Italia)
- 1977 - Chinese Restaurant (Philips, 6323 059, LP, Italia)
- 1978 - Chinese Restaurant (Polydor, 2480 461, LP, Grecia)
- 1994 - Chinese Restaurant (Polydor, 523 687-2, CD, Italia)
- 2007 - Chinese Restaurant (Polydor/Universal Music Group, 1748796, CD, Italia)
- 2007 - Chinese Restaurant (Medical Records LLC, MR-003, LP in vinile arancione, USA)
- 2011 - Chinese Restaurant (Medical Records LLC, MR-003, LP, USA)
- 2014 - Chinese Restaurant (Spittle Records, Spittle51LP, LP, Italia)